# Antony Matheus dos Santos
Antony Matheus dos Santos (Osasco, São Paulo, Brasil, nascut al 24 de febrer del 2000), conegut com a Antony, és un futbolista brasiler que actualment milita al club Real Betis Balompié, cedit pel Manchester United FC, equip de la Premier League d'Anglaterra

## Trajectòria
Nascut a Osasco, es va unir ràpidament al planter del São Paulo Futebol Clube, anteriorment va jugar a la cantera del Grêmio Esportivo Osasco. L'any 2018 el São Paulo va guanyar el famós torneig del Japó anomenat “J League Challenge”. En aquest mateix torneig Antony va ser escollit com a millor jugador del campionat MVP.

## São Paulo
En aquell mateix any, Antony va ser cridat per unir-se al primer equip del São Paulo, firmant un contracte que el feia oficialment professional i jugador del 1r equip del São Paulo fins al setembre del 2023.
Va acabar debutant el 15 de novembre substituint al seu company d'equip Helinho, en un partit contra el Grêmio amb un 1-1 al marcador.
Va destacar molt durant els seus 2 pròxims anys i va cridar molt l'atenció d'equips grans d'Europa.

## Ajax
Antony va acaba arribant al primer equip del famós club Holandés Ajax. L'operació va ser de 15,75 Milions d'Euros i va obtindre un valor de 18 millions d'Euros.
El día 10 de setembre del 2020 va jugar el seu primer partit a les ordres de l'Ajax. Va marcar un gol que va servir per poder guanyar el partit contra  el Sparta de Rottredam. El resultat va ser de 0-1.
Antony va tenir una època a l'Ajax molt bona, amb unes estadístiques magnífiques a la Eredivisie, amb un total de 18 gols i 14 assistències. Gràcies a aquestes estadístiques, Antony va començar a ser observat per equips com el Barça, Liverpool FC, Manchester United FC entre d'altres.
Finalment després de moltes negociacions amb l'agent d'Antony, van arribar a un acord amb el Manchester United per uns 100 Milions d'euros nets.

## Manchester United
Antony va arribar a Manchester l'agost de 2022. Va firmar un contracte amb els “Red Devils” fins al 30 de juny del 2027.
Antony va jugar de titular al seu primer partit de Premier League contra l'Arsenal FC. En el seu debut a la Premier i el seu debut al Teatre dels somnis, Old Trafford, va obrir el marcador al minut 35 de partit gràcies a una passada a l'espai del seu company Marcus Rashford. Finalment Antony va acabar jugant 58 minuts de partit i el Manchester United FC va acabar guanyant 3-1 els Gunners de Mikel Arteta. Antony va estar al nivell de la Premier quasi tota la temporada, amb 25 partits jugats, 4 gols i 2 assistències. Tot i que els números no són molt alts, Antony va donar un rendiment molt bo a tots els partits disputats.

## Denúncia per violència domèstica
Aquest mateix any 2023, Antony va ser acusat per tres dones, entre elles la seva exparella Gabriela Cavallin de violència domèstica. Antony va ser apartat de l'equip Manchester United fins un nou avis del club.
L'ex parella d'Antony, Gabriela, el va acusar de donar-li cops al pit i al cap a un hotel de Manchester el passat 15 de gener de 2023. Gabriela Cavallin assegura que aquests cops van acabar en ferides lleus, però va ser atesa per metges. Antony es va defendre dient que el que va passar amb Gabriela van ser intercanvis d'insults i així es va acabar. Finalment, va acabar dient que espera que la policia demostri la veritat sobre el cas. Sobre les altres acusacions no hi ha informació al cent per cent segura ja que moltes fonts diuen versions diferents.

## Palmarès

### Manchester United
- FA Cup: 2024